# Гаманюк, Леонид Ефимович
Леонид Ефимович Гаманюк (укр. Леонід Юхимович Гаманюк; род. 22 июня 1941) — украинский политик и государственный деятель, депутат Верховной Рады Украины 2-го созыва, заслуженный строитель Украины, почётный гражданин Днепродзержинска.

## Биография
Уроженец Днепропетровской области. Получил высшее образование, по специальности — инженер-механик.
В 1970 году — заведующий отделом транспорта горисполкома г. Днепродзержинска.
С 1971 года — председатель городской плановой комиссии горисполкома г. Днепродзержинска.
В начале 1990-х годов — председатель Днепродзержинского горсовета, затем распоряжением Президента Украины Л. М. Кравчука № 56/92-рп от 14 апреля 1992 года назначен первым заместителем главы Днепропетровской областной государственной администрации.
На выборах в Верховную Раду Украины 2-го созыва в 1994 году выдвинулся от Днепровского избирательного округа № 84 в качестве беспартийного кандидата, выиграл выборы, набрав 31 570 голосов (63,34 % от принявших участие в голосовании). Депутат Верховной Рады с 11 мая 1994 года по 12 мая 1998 года, входил в депутатскую группу «Единство», член Комиссии Верховной Рады по вопросам бюджета.
Распоряжениями Президента Украины Л. Д. Кучмы от 20 октября 1995 года и 9 ноября 1996 года повторно назначался заместителем председателя Днепропетровской областной государственной администрации. На выборах в Верховную Раду Украины 3-го созыва вновь выдвинул свою кандидату от избирательного округа № 29 (зарегистрирован 11 февраля 1998 года как беспартийный кандидат), но 24 марта 1998 года снял её.
6 февраля 1999 года указом Президента Украины № 130/99 назначен заместителем Председателя Государственного комитета Украины по энергосбережению.
29 июня 2000 года постановлением Кабинета Министров Украины № 1019 назначен начальником Главной государственной инспекции по энергосбережению — главным государственным инспектором по энергосбережению. 24 мая 2006 года постановлением Кабинета Министров Украины № 718 уволен от этой должности и постановлением № 719 назначен заместителем председателя Национального агентства Украины по эффективному использованию энергетических ресурсов — начальником Государственной инспекции по энергосбережению — главным государственным инспектором по энергосбережению.
Постановлением Кабинета Министров Украины № 882 от 23 июня 2006 года уволен от занимаемой должности в связи с достижением предельного возраста пребывания на государственной службе.

## Награды
- Орден «За заслуги» 3-й степени (Указ Президента Украины № 267/98, «За значительный личный вклад в развитие социально-экономическое и духовное развитие Украины»)
- Орден «За заслуги» 2-й степени (Указ Президента Украины № 1230/2001, «За значительный личный вклад в развитие отечественной энергетики, многолетний добросовестный труд»)[12]
- Орден «За заслуги» 1-й степени (26 июня 2006 года, Указ Президента Украины № 578/2006, «За весомый личный вклад в государственное строительство, утверждение конституционных прав и свобод граждан, социально-экономическое и духовное развитие Украины»)[13]
- Заслуженный строитель Украины (9 августа 1995 года, Указ Президента Украины № 734/95, «За значительный личный вклад в сооружение объектов промышленного, гражданского и социально-культурного назначения, повышения эффективности строительного производства»)[14]
- Почётный гражданин Днепродзержинска (30 мая 2001 года, постановление № 229)[15].